# Dryopteris redactopinnata
Dryopteris redactopinnata là một loài thực vật có mạch trong họ Dryopteridaceae. Loài này được S.K. Basu & Panigrahi miêu tả khoa học đầu tiên năm 1980.